# 北村信
北村 信（きたむら まこと、1960年11月10日 - ）は日本の財務官僚。内閣府沖縄振興局長、関東財務局長などを歴任。

## 来歴
佐賀県武雄市出身。佐賀県立武雄高等学校、早稲田大学政治経済学部卒業。早大政経学部在学中に国家上級甲種試験（行政）に合格。1984年4月 大蔵省入省（主計局総務課）。1985年 主計局主計企画官付（調整）。1988年7月 理財局資金第一課企画係長。1989年7月 瀬戸税務署長。1990年7月 銀行局総務課金融市場室課長補佐（金融市場）。その後の課長補佐時代は防衛庁防衛局計画課員、主計局総務課長補佐（歳入・国債係主査）、主計局主計官補佐（公共事業第二係主査）、主計局主計官補佐（地方財政第一、二係主査）、主計局主計官補佐（公共事業総括、公共事業第一、二係主査）、大臣官房調査企画課長補佐（総括）などを務める。2006年7月 財務省主計局給与共済課長。2007年4月 関東財務局理財部長。2008年7月 内閣府沖縄振興局総務課長。内閣官房での勤務後の2012年7月24日 東北財務局長。2013年6月28日から復興庁統括官付審議官（予算、産業復興、新しい東北等担当）。2015年7月7日 理財局次長（理財担当）。2017年7月11日 内閣府沖縄振興局長。2019年7月9日 関東財務局長。2020年7月20日 退官。2021年6月 全国信用金庫協会専務理事。2023年6月全国信用協同組合連合会理事長に就任。

## 略歴
- 1984年4月：大蔵省入省（主計局総務課）。
- 1985年：主計局主計企画官付（調整）[3]。
- 1988年7月：理財局資金第一課企画係長。
- 1989年7月：瀬戸税務署長。
- 1990年7月：銀行局総務課金融市場室課長補佐（金融市場）[4]。
- 1992年7月：防衛庁防衛局計画課員。
- 1994年7月：主計局総務課長補佐（歳入・国債係主査）。
- 1995年6月：主計局主計官補佐（公共事業第二係主査）。
- 1997年7月：主計局主計官補佐（地方財政第一、二係主査）。
- 1998年6月：主計局主計官補佐（公共事業総括、公共事業第一、二係主査）。
- 1999年7月：大臣官房調査企画課長補佐（総括）[5]。
- 2000年7月：大臣官房付（外務研修）。
- 2001年1月6日：財務省大臣官房付（外務研修）。
- 2001年4月：金融庁総務企画局総務課企画官､（併）総務企画局企画課銀行保有株式取得機構検討準備室副室長。
- 2001年7月：外務省在スペイン日本大使館参事官。
- 2004年7月：金融庁監督局総務課監督調査室長。
- 2006年7月：主計局給与共済課長。
- 2007年4月：関東財務局理財部長。
- 2008年7月：内閣府沖縄振興局総務課長。
- 2010年7月9日：内閣官房内閣参事官（内閣官房副長官補付）､（併）内閣官房情報通信技術（IT）担当室員。
- 2011年4月：内閣官房内閣参事官（内閣官房副長官補付）､（併）内閣官房情報通信技術（IT）担当室員､（命）内閣官房被災地復興に関する法案等準備室参事官。
- 2011年8月：内閣官房内閣参事官（内閣官房副長官補付）､（併）内閣官房情報通信技術（IT）担当室員､（命）内閣官房復興庁設置準備室参事官。
- 2012年1月：内閣官房内閣参事官（内閣官房副長官補付）､（併）内閣官房情報通信技術（IT）担当室員､（命）内閣官房復興庁設置準備室参事官、内閣官房社会保障・税一体改革情報発信推進室参事官。
- 2012年2月10日：内閣官房内閣参事官（内閣官房副長官補付）､（併）内閣官房情報通信技術（IT）担当室員､（命）内閣官房社会保障・税一体改革情報発信推進室参事官
- 2012年7月24日：東北財務局長。
- 2013年6月28日：復興庁統括官付審議官（予算、産業復興、新しい東北等担当）､（併）内閣官房内閣審議官（内閣官房副長官補）。
- 2013年8月：復興庁統括官付審議官（予算、産業復興、新しい東北等担当）。
- 2013年9月：復興庁統括官付審議官（予算、産業復興、新しい東北等担当）､（併）内閣官房副長官補付。
- 2015年7月7日：理財局次長（理財担当）。
- 2017年7月7日：大臣官房付。
- 2017年7月11日：内閣府沖縄振興局長。
- 2019年7月9日：関東財務局長。
- 2020年7月20日：退官。
- 2021年6月：全国信用金庫協会専務理事[6]。
- 2023年6月：全国信用協同組合連合会理事長。